# SN 2016aps
SN 2016aps (även känd som PS16aqy och AT2016aps) är den ljusaste (i april 2020) supernovaexplosion som någonsin registrerats. Utöver den stora mängden energi som frigjordes utgjordes en ovanligt stor mängd av energin av strålning, troligen på grund av interaktionen mellan supernovautkastet och ett tidigare avyttrat gasskal.

## Egenskaper
Utbrottet upptäcktes den 22 februari 2016 av Panoramic Survey Telescope and Rapid Response System ( Pan-STARRS ) på Hawaii, med uppföljande observationer av Hubbleteleskopet. Supernovan inträffade vid ett högt z-värde som anger ett avstånd på 3,6 miljarder ljusår och den ligger i stjärnbilden Draken. Den maximala skenbara magnituden var 18,11, motsvarande absolut magnitud -22,35.
Stamstjärnan beräknas ha haft en massa av minst 50 till 100 solmassor. Spektrum av SN 2016aps avslöjade betydande mängder väte, vilket är oväntat för supernovor av denna typ, som vanligtvis inträffar efter att kärnfusion har förbrukat det mesta av stjärnans väte och stjärnorna har tappat den återstående väteatmosfären. Detta ledde forskarna till teorin att stamstjärnan bildats bara kort före händelsen genom sammanslagning av två mycket stora stjärnor, vilket skapade en supernova med "pulserande parinstabilitet" eller möjligen en helparinstabilitetssupernova.